# Danquina
Danquina (Damkina) é uma deusa suméria, esposa de Enqui (Ea). Também é conhecida pelo seu nome sumério de Dangalnuma, uma das diversas deusas-mãe da mitologia suméria, seu principal centro de culto era na cidade de Malgum, havendo alguns registros de oferendas a ela, desde de épocas muito antigas, também vendo registros em Lagas e Uma. Mas é no Enuma Elish em que ela aparece como uma personagem mais definida, sendo esposa de Enqui e mãe de Marduque. O rei da Assíria, Assurbanípal II, construiu um templo na cidade de Calá em sua honra.